# Wolfgang Wagner
Wolfgang Wagner (Bayreuth, Alemania, 30 de agosto de 1919-ibid., 21 de marzo de 2010) fue un director de escena y empresario alemán, hijo de Siegfried Wagner y Winifred Wagner, nieto del compositor Richard Wagner y bisnieto de Franz Liszt.
Junto a su hermano Wieland dirigió el Festival de Bayreuth, creado en 1876 por su abuelo Richard Wagner para la representación de sus óperas, entre 1951 y 1966 y después en solitario hasta 2008.
Tras la Segunda Guerra Mundial y la desnazificación del festival (con el apartamiento de su madre, quien había dirigido el Festival en la etapa precedente), Wolfgang y Wieland renovaron el Festival fundando el estilo del Nuevo Bayreuth. Wieland Wagner, el más talentoso y visionario de ambos, murió muy joven en 1966 y Wolfgang tomó las riendas del Festival.
Sus puestas en escena llevaron la marca del estilo de su hermano pero nunca alcanzaron su nivel, si bien estuvieron imbuidas de un naturalismo muy bello. En el Festival llevó a escena las diez obras que componen el Canon de Bayreuth, si bien destacan sus dos producciones de El anillo del Nibelungo (1960-1964 y 1970-1975), las tres que desarrolló de Los maestros cantores de Nuremberg (1968-1976, 1981-1988 y 1996-2002) y las dos de Parsifal (1975-1981 y 1989-2001).
En sus más de cuarenta años en solitario al frente del Festival destaca la participación de importantes directores de escena, como  Patrice Chéreau para el centenario de El anillo del nibelungo, Götz Friedrich para Tannhäuser y el centenario de Parsifal, el cineasta Werner Herzog para Lohengrin y un documental sobre Bayreuth o Jean Pierre Ponnelle y Heiner Müller para Tristán e Isolda. En el apartado musical, hubo de hacer la transición entre las batutas de las décadas precedentes (Karl Böhm o Eugen Jochum) con los nuevos valores en alza, consiguiendo que los más grandes directores wagnerianos se dieran cita anualmente en el Festival: James Levine, Daniel Barenboim o Giuseppe Sinopoli entre otros, con quienes trabajó estrechamente. En el nuevo siglo destacó la presencia anual de Christian Thielemann o la revelación, en su última edición al frente, del talento wagneriano de Daniele Gatti.
Se casó con Ellen Drexel (1919-2002) de quien se divorció en 1976 y con quien tuvo a Eva Wagner-Pasquier y Gottfried Wagner. 
Contrajo segundas nupcias en 1976 con Gudrun Wagner (nacida como Mack-Armann) con quien tuvo a Katharina Wagner. Ambas hijas se pusieron al frente del Festival en 2009. La primera se retiró de la dirección en 2015 al cumplir setenta años, pasando a ser asesora del certamen que actualmente dirige en solitario Katharina.
Falleció en la madrugada del 21 de marzo de 2010 en Bayreuth, a los 90 años de edad.

## Registros en vídeo
- Parsifal, grabación de su primera producción para el Festival de Bayreuth realizada en 1981, dirigida por Horst Stein, con Siegfried Jerusalem, Hans Sotin, Eva Randová, Bernd Weikl, Matti Salminen y Leif Roar.
- Los maestros cantores de Núremberg, grabación de su segunda producción para el Festival de Bayreuth realizada en 1984, dirigida por Horst Stein, con Bernd Weikl, Siegfried Jerusalem, Hermann Prey, Mari-Anne Häggander, Graham Clark, Marga Schiml y Manfred Schenk.
- Tannhäuser, grabación realizada de su producción para el Festival de Bayreuth realizada en 1989, dirigida por Giuseppe Sinopoli, con Richard Versalle, Cheryl Studer, Ruthild Engert-Ely, Wolfgang Brendel y Hans Sotin.
- Parsifal, grabación de su segunda producción para el Festival de Bayreuth realizada en 1998, dirigida por Giuseppe Sinopoli, con Poul Elming, Hans Sotin, Linda Watson, Falk Struckmann, Matthias Hölle y Ekkehard Wlaschiha.
- Los maestros cantores de Núremberg, grabación de su tercera producción para el Festival de Bayreuth realizada en 1999, dirigida por Daniel Barenboim, con Robert Holl, Peter Seifert, Andreas Schmidt, Emily Magee, Endrik Wottrich, Birgitta Svendén y Matthias Hölle.